# بيرنيزو
بيرنيزو هي كومونا (بلدية) تقع في مقاطعةكونيو في إيطاليا تحديدا منطقة بيدمونت إذ تقع على حوالي بعد 80 كيلومتر (50 ميل) جنوب غرب تورينو و حوالي 9 كيلومتر (6 ميل) غرب كونيو
تقع بيرنيزو على حدود البلديات : كاراغيلو ، سيرفاسكا ، ريتانا ، روكاسبارفيرا وفالغرانا